# Смолка, Францишек Ян
Францишек Ян Смолка (5 ноября 1810, Калуш — 5 ноября 1899, Львов) — польский адвокат, либеральный политик, общественный деятель, президент парламента Австрии, инициатор возведения Кургана Люблинской унии во Львове.

## Биография
Францишек Смолка происходил из смешанной семьи и родился в Австро-Венгерии, в Галиции. Его отец — Винсент Смолка был офицером в австрийской армии, который приехал во Львов из Силезии, мать, Анна Немети, была венгеркой. В 13 лет он потерял отца.
Обучался во Львовском университете. В 1832 году окончил юридический факультет, стал работать адвокатом. В 1834 году был принят Уго Вишновским в тайную организацию «друзей народа» и одновременно трудился на государственной службе. Работал в офисе адвоката Родаковского. В 1835 году стал членом польского Совета карбонариев, а затем — Польской Народной Ассоциации. Он отдавал на их нужды почти все свои доходы, а сам жил очень скромно. Он был секретарём собрания. Укрывал у себя заговорщиков.
С 1837 года штаб-квартира была перенесена во Львов. Ассоциация, возглавляемая Смолкой, Севериным и Хеферной, оказывала огромное влияние на страну и включала в себя молодую прослойку галицкой интеллигенции, юристов, помещиков, учителей, священников, младших чиновников. В июне 1837 года, перед лицом огромного числа арестов и репрессий, Смолка покинул ассоциацию, однако, продолжил революционную деятельность.
Его сын — Станислав Смолка, историк, профессор, ректор Ягеллонского университета, член Академии знаний.
В 1885—1940 годах нынешняя площадь Генерала Григоренко во Львове носила имя Смолки. В 1913 году на этой площади был поставлен памятник Смолке. В 1940 году памятник передан Польше.

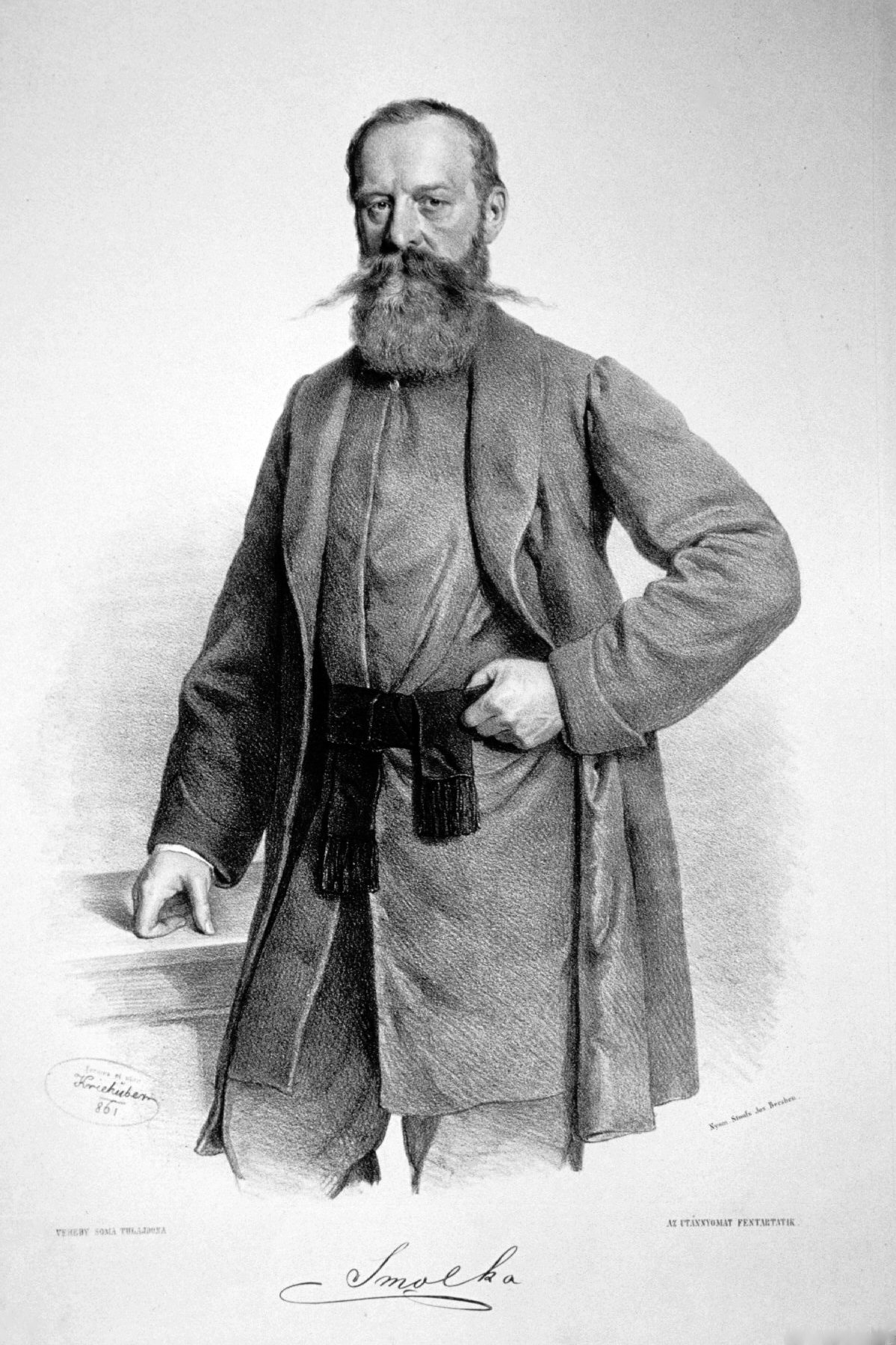
Францишек Смолка в 1861
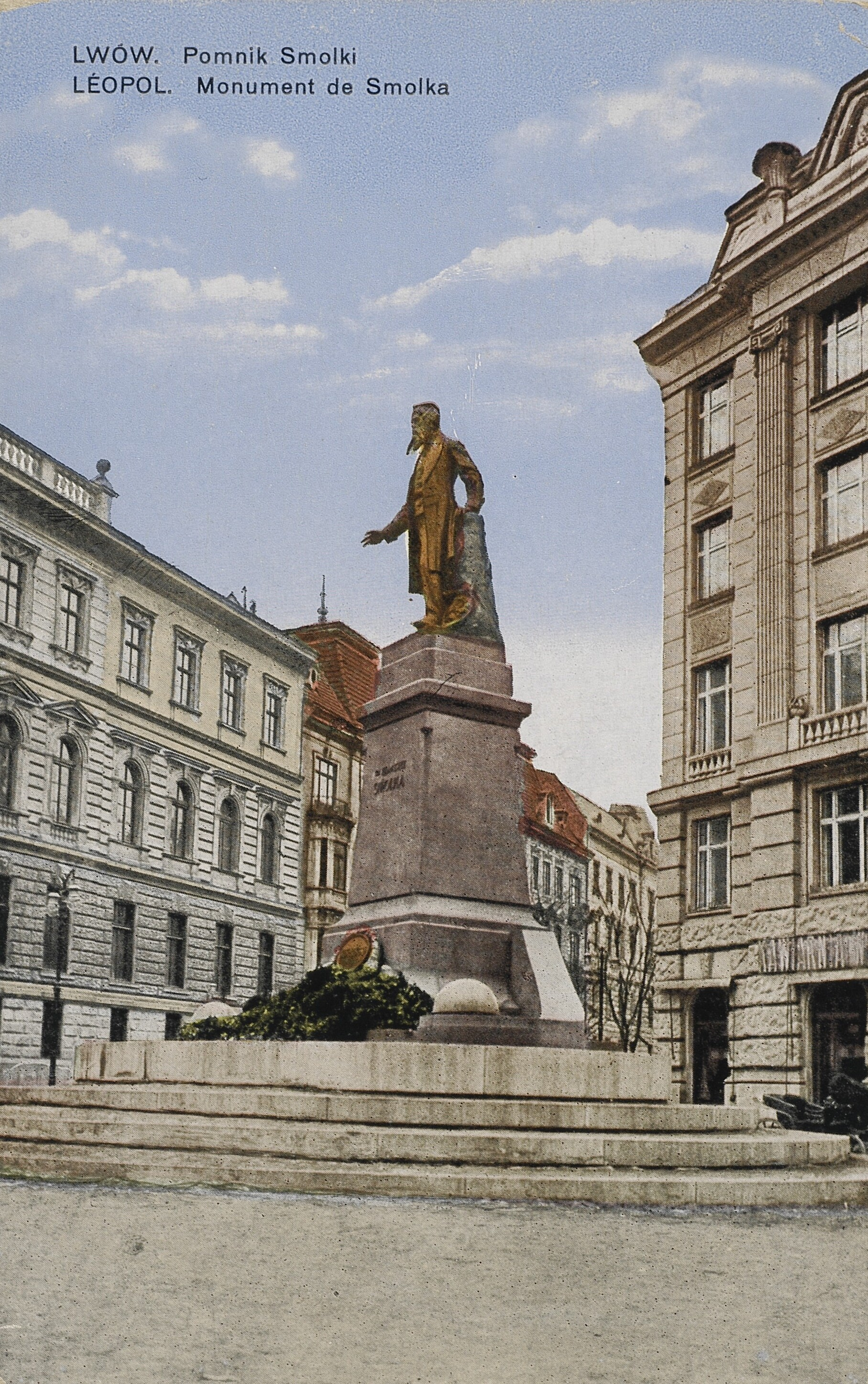
Памятник Смолке во Львове
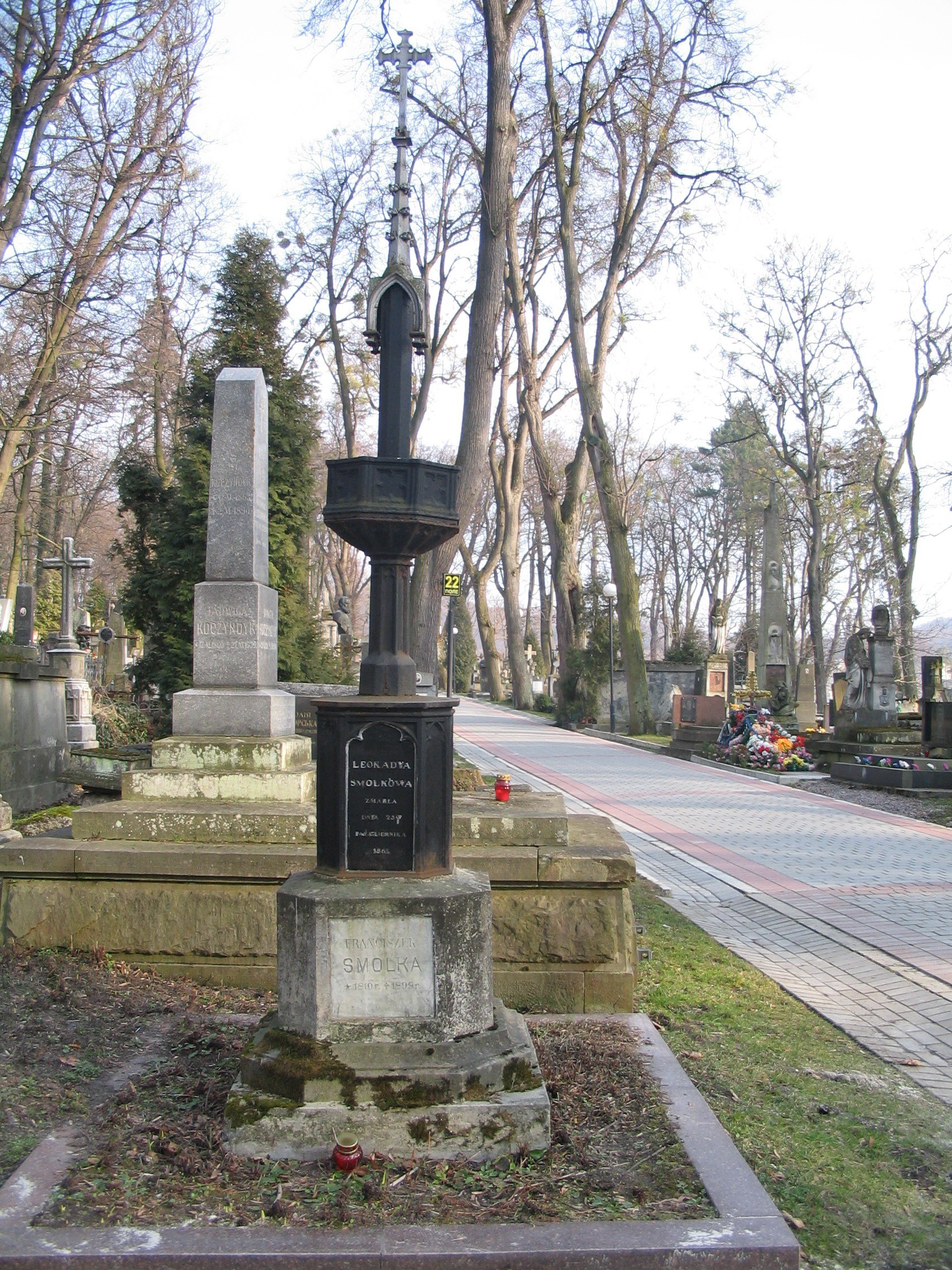
Могила Смолки на Лычаковском кладбище